# Cardamine caldeirarum
Cardamine caldeirarum là một loài thực vật có hoa trong họ Cải. Loài này được Guthnick ex Seub. mô tả khoa học đầu tiên năm 1840.